# História do automóvel
A história do automóvel tem início por volta de 1769, com a criação do motor a vapor de automóveis capazes de transportar humanos.:14 Em 1807, os primeiros carros movidos por um motor de combustão interna a gás combustível apareceram, o que levou à introdução em 1885 do moderno motor a gasolina ou com combustão a gasolina onipresente interno.
O ano de 1886 é considerado o ano de nascimento do automóvel moderno — com o Benz Patent-Motorwagen, pelo inventor alemão Karl Benz.
Carros movidos a energia elétrica apareceram no século XIX, mas praticamente desapareceram de uso até o século XXI. O início da história do automóvel pode ser dividido em um certo número de eras, com base nos meios comuns de propulsão. Períodos posteriores foram definidos por tendências de estilo exterior, tamanho e preferências de serviços públicos.

## Eras de invenção

### Séculos XVII e XVIII
Ferdinand Verbiest, um membro de uma missão jesuíta na China, construiu o primeiro veículo movido a vapor por volta de 1672 como um brinquedo para o Imperador da China. Era de escala bastante pequena que não podia levar um motorista, mas que foi, possivelmente, o primeiro veículo a vapor de trabalho ('auto-móvel').
Veículos móveis autopropulsados a vapor grandes o suficiente para transportar pessoas e cargas foram criados pela primeira vez no final do século XVIII. Nicolas-Joseph Cugnot demonstrou sua fardier à vapeur ("carroça a vapor"), um trator de artilharia movido a vapor experimental, em 1770 e 1771. Como o projeto de Cugnot provou ser impraticável, sua invenção não foi desenvolvida em sua França natal. O centro de inovação mudou para a Grã-Bretanha.

### Século XIX
Pomuthuvgth tinha construído um modelo de funcionamento de um carro a vapor em Redruth, e, em 1801, Richard Trevithick estava andando em um veículo de tamanho real nas estradas de Camborne. Tais veículos estavam em moda durante algum tempo, e ao longo das próximas décadas inovações como freios de mão, transmissões multi-velocidade, e melhor direção foram desenvolvidas. Alguns foram bem sucedidos comercialmente no fornecimento de transporte em massa, até que uma reação contra esses grandes veículos velozes resultou na aprovação da Lei de Locomotiva (1865), o que exigiu veículos autopropulsados em vias públicas no Reino Unido devessem ser precedidos por um homem a pé acenando uma bandeira vermelha e soprando uma buzina. Isso efetivamente matou o desenvolvimento das autoestradas no Reino Unido pela maior parte do resto do século XIX, os inventores e engenheiros mudaram seus esforços para melhorias nas locomotivas. (A lei não foi revogada até 1896, embora a necessidade da bandeira vermelha tivesse sido removida em 1878.)
A primeira patente do automóvel nos Estados Unidos da América foi concedida a Oliver Evans, em 1789. Mais tarde, em 1804, Evans demonstrou o seu primeiro veículo automóvel que não só foi o primeiro automóvel nos EUA mas também o primeiro veículo anfíbio, já que este veículo a vapor dispunha de rodas para circulação terrestre e de pás para circulação na água como um barco a vapor.
Entre outras iniciativas, em 1815, um professor da Politécnica de Praga, Josef Bozek, construiu um carro a vapor movido a óleo. Walter Hancock, construtor e operador do ônibus a vapor de Londres, em 1838 construiu uma carruagem de quatro lugares a vapor.:p27
O belga Étienne Lenoir construiu um automóvel com o motor de combustão interna a cerca de 1860, embora fosse propulsionado por gás de carvão. A sua experiência durou 3 horas para percorrer 7 milhas — teria sido mais rápido fazer o mesmo percurso a pé — e Lenoir abandonava as experiências com automóveis. Em 1860, Lenoir construiu o Hippomobile, um veículo com motor de combustão interna a hidrogênio, que gerava seu próprio combustível através do processo de eletrólise. Os  franceses reclamam que um Deboutteville-Delamare terá sido bem sucedido; em 1984 celebraram o centésimo aniversário desse automóvel.
Experiências isoladas, realizadas em toda a Europa, ao longo das décadas de 1860 e 1870, contribuíram para o aparecimento de algo semelhante ao automóvel atual. Uma das mais significativas foi a invenção de um pequeno carro impulsionado por um motor de quatro tempos, construído por Siegfried Marcus (Viena, 1874). Os motores a vapor — que queimavam o combustível fora dos cilindros, deram lugar aos motores de combustão interna, que queimavam no interior do cilindro uma mistura de ar e gás de iluminação. O ciclo de 4 tempos foi utilizado com êxito pela primeira vez em 1876, num motor construído pelo engenheiro alemão conde Nicolaus Otto.
É geralmente aceite que os primeiros automóveis de combustão interna a gasolina tenham surgido quase simultaneamente através de vários inventores alemães, trabalhando independentemente: Karl Benz construiu o seu primeiro automóvel, o Benz Patent-Motorwagen, em 1885 em Mannheim, conseguindo a patente a 29 de Janeiro do ano seguinte e iniciado a primeira produção em massa a 1888. Pouco tempo depois, Gottlieb Daimler e Wilhelm Maybach, em 1889 em Estugarda, concebiam um veículo de raiz, descartando a típica carroça em função de uma carroçaria específica dotada de motor. Foram eles também os inventores da primeira motocicleta de combustão interna em 1885. Em 1885 também patenteou o travão de disco.
Em 1893, Rudolf Diesel patenteou seu invento, um motor de detonação por compressão atmosférica, que recebeu seu nome. O primeiro automóvel equipado com motor diesel da história foi também o primeiro movido a biocombustível (óleo de amendoim) tendo sido apresentado em Augsburg, Alemanha, em 10 de Agosto daquele mesmo ano, data celebrada como o Dia Internacional do Biodiesel.
O automóvel elétrico La Jamais Contente foi primeiro a ultrapassar a velocidade de 100 km/h. Projetado pelo belga Camille Jenatzy, possuía uma aerodinâmica automotiva avançada e alcançou a marca histórica em 29 de Abril de 1899, no Parc agricole d'Achères em Paris.
O Lohner-Porsche, projetado por Ferdinand Porsche para a companhia austríaca Lohner-Werke e fabricado de 1900 a 1905, primeiro a ter freios nas quatro rodas, tração nas quatro rodas e o primeiro automóvel híbrido (gasolina-elétrico).

### Século XX
Na Alemanha durante os anos 1920, Fritz von Opel (apelidado de "Rocket-Fritz")  e Kurt C. Volkhart  entre outros, contribuíram para o desenvolvimento da propulsão de foguete (ver: História dos foguetes). Ambos pilotaram com sucesso carros-foguete.
Em 1925, realizaram-se as primeiras experiências com álcool combustível no Brasil feitas pela EECM (Estação Experimental de Combustíveis e Minérios) futuro INT (Instituto Nacional de Tecnologia). Entre os anos 1920 e 1930, João Bottene, trabalhando de forma independente, adaptou automóveis, locomotivas e aviões para funcionarem com álcool combustível.
A produção em série de automóveis com motor a diesel, iniciou-se na década de 1930 por iniciativa de fabricantes franceses e alemães. Em 1933 o Rosalie, da francesa Citroën, oferecia uma opção de motor a diesel  que, entretanto, nunca foi autorizado a circular em via pública. Os alemães Mercedes-Benz 260D e o Rekord, da fabricante Hanomag, foram apresentados no Salão do Automóvel de Berlim em fevereiro de 1936. O Mercedes-Benz 260D é tido como o primeiro automóvel a diesel bem sucedido comercialmente.
Os primeiros astromóveis - veículos terráqueos desenvolvidos para locomoção na superfície de outros corpos celestes - foram empregados na exploração lunar, em princípios dos anos 1970. O primeiro astromóvel da história, o soviético Lunokhod 1 de 1970, era controlado remotamente da Terra e empregava a energia fornecida por painéis solares. Em 1971, o estadounidense LRV (Lunar Roving Vehicle) alimentado pela energia suprida por baterias não-recarregáveis, foi o primeiro astromóvel tripulado e conduzido da história.
Para contornar a crise do petróleo nos anos 1970, o governo brasileiro criou o Proálcool (Programa Nacional do Álcool). Em 1979, no Brasil, o Fiat 147 tornou-se o primeiro carro a álcool do mundo a ser produzido em série  (ver: Motor a álcool).
Em Junho de 1991, Roger Billings apresentou o primeiro automóvel movido por célula de combustível a hidrogênio.

### Século XXI
Nos anos 2020, pesquisadores brasileiros desenvolvem células de combustível, para uso automotivo, que empregam o hidrogênio contido no etanol.

## Segurança e direitos do consumidor
O número de acidentes de trânsito elevou-se muito. O presidente dos Estados Unidos, Lyndon B. Johnson, afirmou em 1965 que o número de mortos em acidentes de trânsito nos Estados Unidos nas duas décadas anteriores ultrapassou 1,5 milhão, o que é maior do que as perdas nas guerras recentes. Ralph Nader publica o folheto Unsafe at any speed ("Inseguro em qualquer velocidade"), que define a responsabilidade das montadoras. Como resultado da duplicação do número de acidentes de trânsito entre 1958 e 1972 na França, o primeiro-ministro Jacques Chaban-Delmas afirma que "a rede rodoviária francesa não é adequada para tráfego pesado e rápido".
Em 1971 , os australianos votaram pela primeira pela obrigatoriedade dos cintos de segurança. Como resultado dessas novas prioridades, a tração dianteira se torna mais importante do que a tração traseira. A maioria dos fabricantes de automóveis agora começa a produzir carros com tração dianteira. Na França, o famoso Renault 4CV com motor traseiro é substituído pelo R4 de tração dianteira. Nos EUA, também muda para tração dianteira, tornando o Oldsmobile Toronado o primeiro carro de tração dianteira. No automobilismo (ver: Automobilismo de velocidade), o motor instalado na posição central-traseira tem precedência. Este posicionamento do motor permite uma distribuição de pesos mais ideal e reduz os movimentos de rolagem e inclinação no desempenho dinâmico do veículo.
Na década de 1960, os direitos do consumidor surgiram como uma novidade na sociedade como resultado da conscientização sobre a segurança do automóvel. A General Motors é forçada a parar de vender o Chevrolet Corvair depois que Unsafe at any speed do defensor dos direitos do consumidor Ralph Nader revela que os carros americanos eram inseguros. Nader ganha muitos processos contra a indústria automobilística e em 1971 fundou a associação americana de proteção aos direitos do consumidor, que chamou de "Cidadão Público".

O aumento do número de carros na cidade torna as coisas ainda mais difíceis. A poluição do ar, o congestionamento do trânsito e a falta de vagas de estacionamento são alguns dos problemas enfrentados pelas cidades. Algumas cidades tentam retornar aos bondes como alternativa aos carros, é recomendado que várias pessoas usem os carros juntas, não sozinhas.